# Yoada
Yoada est une localité située dans le département de Tougouri de la province du Namentenga dans la région Centre-Nord au Burkina Faso. 

## Géographie
Yoada se situe à environ 5 km au nord-ouest de Tougouri, le chef-lieu du département, et à 50 km au nord-est de Kaya. Le village est situé sur la rive gauche du lac de retenue du barrage de Tougouri, sur la rivière Gouaya. Il est à 2 km au nord de la route nationale 3, allant vers Kaya, qui est franchissable par un gué en période d'étiage.

## Économie
L'économie du village repose uniquement sur l'agro-pastoralisme.

## Éducation et santé
Le centre de soins le plus proche de Yoada est le centre médical (CM) de Tougouri tandis que le centre médical avec antenne chirurgicale (CMA) de la province se trouve à Boulsa.